# Octaspidiotus rhododendronii
Octaspidiotus rhododendronii är en insektsart som beskrevs av Tang 1984. Octaspidiotus rhododendronii ingår i släktet Octaspidiotus och familjen pansarsköldlöss. Inga underarter finns listade i Catalogue of Life.